# Herz Mariä (Elmstein)

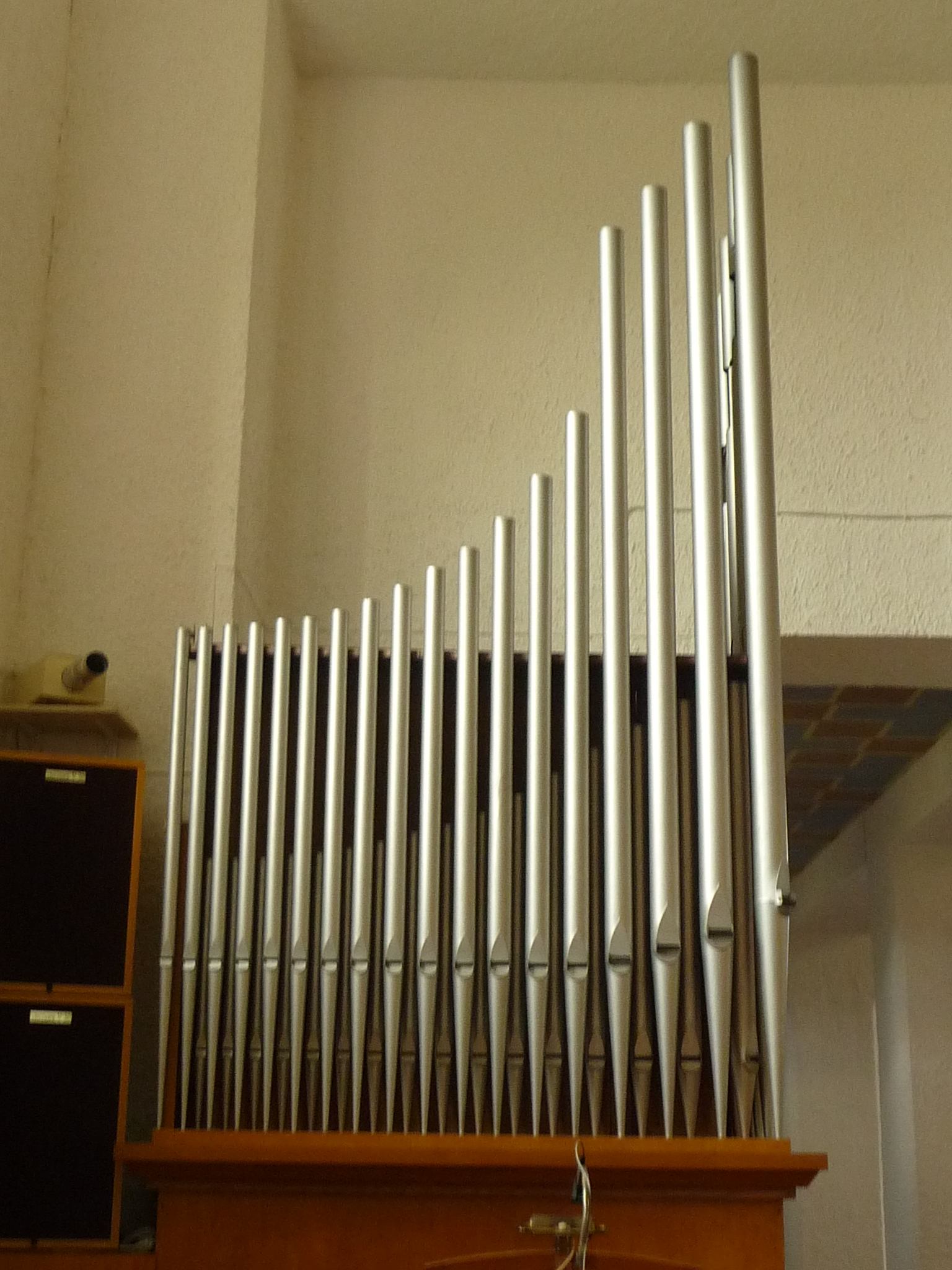
Orgel

Die römisch-katholische Kirche Herz Mariä ist ein Bauwerk in Elmstein. Sie steht unter Denkmalschutz. Innerhalb des Bistums Speyer stellt sie einen Wallfahrtsort dar. Ihr vollständiger Name lautet Wallfahrtskirche zum Unbefleckten Herzen Mariä.

## Lage
Die Kirche befindet sich in der örtlichen Schankstraße am südwestlichen Siedlungsrand des Kernortes an der Ostflanke des Möllberg.

## Geschichte
Da die im 18. Jahrhundert entstandene katholische Kirche Mariä Heimsuchung von der Kapazität her der zwischenzeitlich angestiegenen Elmsteiner Bevölkerung nicht mehr gerecht wurde, fiel der Entschluss, ein neues Bauwerk zu errichten. 
Die neue Kirche erhielt den Namen Wallfahrtskirche zum Unbefleckten Herzen Mariä und entstand im Zeitraum von 1950 bis 1952 durch den Würzburger Architekten Albert Boßlet und löste ihre Vorgängerin in ihrer Funktion als Pfarrkirche ab. Diese behielt sie bis Ende 2015; seither stellt sie eine Filiale der in Lambrecht ansässigen Pfarrei Hl. Johannes XXIII. dar.

## Architektur
Beim Bauwerk handelt es sich um eine dreischiffige Basilika mit Querhaus und Vierungsturm.

## Innenausstattung
Die Kirche beherbergt Reliquien von Maria Goretti und von Louis-Marie Grignion de Montfort. Die Orgel aus dem Jahr 1953 stammt vom Unternehmen Gebr. Späth Orgelbau.